# Crispin van den Broeck

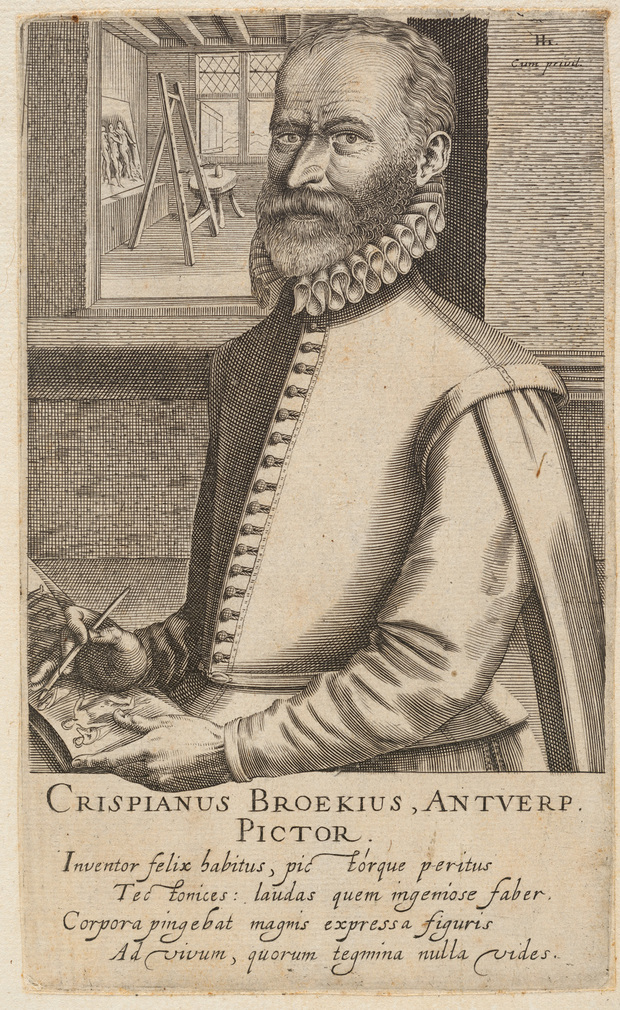
Retrato de Crispin van den Broeck. Grabado de Hendrik Hondius, 1618.

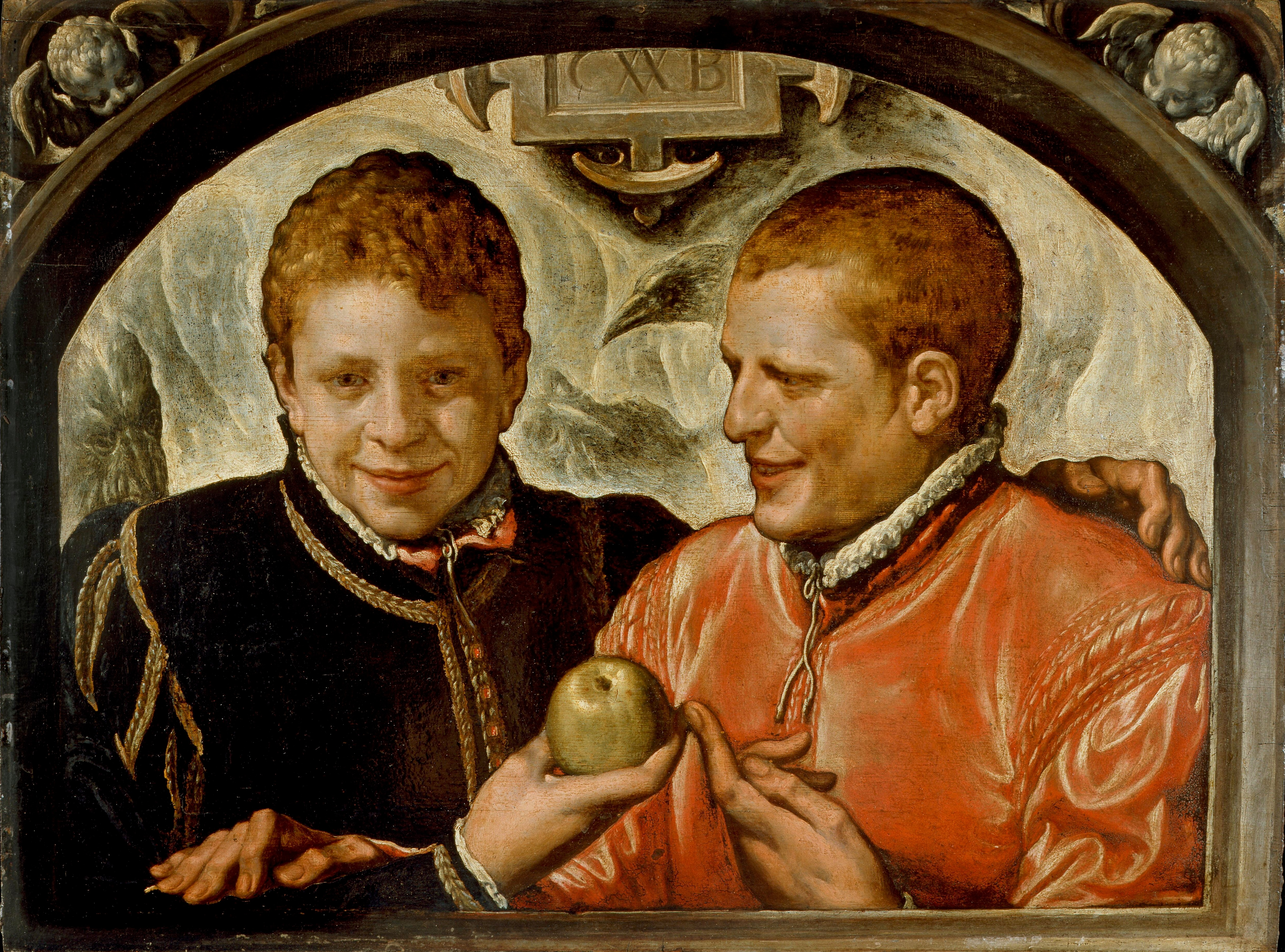
Crispin van den Broeck: Dos jóvenes (ca. 1590). Fitzwilliam Museum.

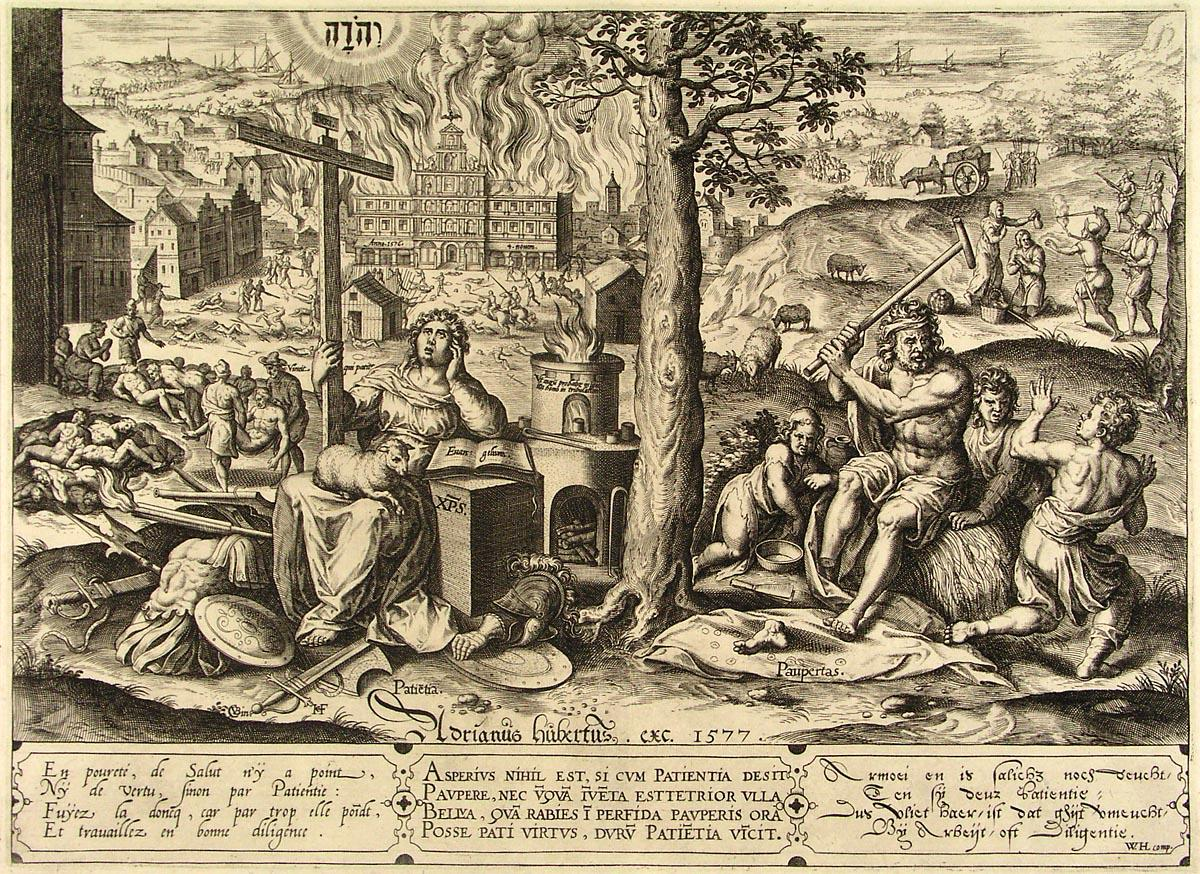
La furia española, grabado de Hans Collaert (ca. 1530-1580/1581) por dibujo de Crispin van den Broeck.

Crispin van den Broeck (Malinas, 1523-Amberes, 1591) fue un pintor, grabador y arquitecto flamenco.
Nació en Malinas en el seno de una familia de artistas. Su primer maestro fue probablemente su padre. Crispin era hermano del escultor Willem van den Broeck y del pintor Hendrick van den Broeck. 
Crispin van den Broeck aparece como maestro de la Sint-Lucasgilde (gremio de San Lucas) de Amberes en 1555. En esta ciudad colaboró con el pintor Frans Floris hasta la muerte de este en 1570. Según el pintor y escritor Karel van Mander, Crispin van den Broeck y Frans Pourbus el Viejo completaron el retablo del Gran Prior de España que Floris dejó incompleto a su muerte. Van Mander también escribió que Crispín fue un buen autor de desnudos y arquitecto. 
Hacia 1569 comenzó a colaborar con Cristóbal Plantino y Benito Arias Montano, proporcionando entre otros los dibujos empleados en los frontispicios de los volúmenes II y V de la Biblia Políglota de Amberes, con El paso del Jordán y El bautismo de Jesús, grabados por Hieronymus Wierix, y algunos de los dibujos empleados en la edición de 1583 de los Humanae salutis monumenta, verdadera Biblia en imágenes con odas de Arias Montano.

## Dos jóvenes
Una de las obras más conocidas y controvertidas de Van den Broeck es el óleo Dos jóvenes, que se ha interpretado modernamente como una alegoría de la homosexualidad de los personajes retratados, que comparten una manzana invertida. Pero más probablemente, conforme a otras interpretaciones, se trataría de dos hermanos —así lo atestigua el cabello rojizo en ambos— y el simbolismo de la manzana estaría en relación más que con su sexualidad con la muerte, a la que aluden también el marco con apariencia de arcosolio en que se sitúan y las aves de mal agüero —cuervo y búho— que los acompañan.

## Otras obras
- El Juicio Final (1573).
- Alegoría del mar (atribuida).
- El juicio de Seleuco (atribuida).
- Jesús con la cruz a cuestas, 1576, grisalla, colección particular.[3]
- Piedad, dibujo a tinta sobre papel, The Courtauld Institute for Art.[4]
- San Jerónimo en el desierto, dibujo a tinta sobre papel, The Courtauld Institute for Art.[5]